# Thomas Stone

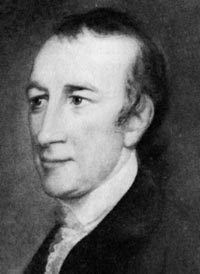
Thomas Stone

Thomas Stone (* 1743 auf dem Gut „Poynton Manor“ im Charles County, Province of Maryland, Kolonie des Königreichs Großbritannien; † 5. Oktober 1787 in Alexandria, Virginia, USA) war ein britisch-US-amerikanischer Jurist und Plantagenbesitzer. Als Unterzeichner der Unabhängigkeitserklärung für Maryland ist er einer der Gründerväter der Vereinigten Staaten. Er wirkte an der Erarbeitung der Konföderationsartikel mit und war dann Präsident des US-Kongresses.

## Leben
Thomas Stone wurde in eine prominente Familie hineingeboren. Er war der zweite Sohn der großen Familie von David (1709–1773) und Elizabeth Jenifer Stone. Seine Brüder Michael und John Hoskins Stone hatten ebenfalls bedeutende politische Karrieren. Stone studierte Jura im Büro von Thomas Johnson in Annapolis, wurde 1764 als Rechtsanwalt zugelassen und eröffnete in Frederick eine Praxis.
1768 heiratete Stone Margaret Brown (1751–1787), die jüngste Tochter von Gustavis Brown, der als der reichste Mann des Countys galt. Bald nachdem er die ersten 400 Acres (1,6 km²) gekauft hatte, begann er mit dem Bau seines Landsitzes namens „Habredeventure“. Die Familie machte es zu ihrem Heim und sie hatten drei Kinder: Margaret (1771–1809), Mildred (1773–1837) und Fredrik (1774–1793). Seine Rechtspraxis hielt ihn von seinem Zuhause fern, also nahm er seinen jüngeren Bruder Michael zu sich, der die Entwicklung der Plantage managte.

## Amerikanische Unabhängigkeitsbewegung
Als die Amerikanische Revolution begann, schloss sich Stone dem Korrespondenzkomitee für Charles County an. 1775 entsandte ihn die Annapolis Convention als Delegierten in den Kontinentalkongress. Er wurde wiedergewählt und blieb für sieben Jahre im Amt. Am 5. Mai 1776 stimmte er für den Entwurf der Unabhängigkeitserklärung, obwohl ihm die Annapolis Convention die Unterstützung der Unabhängigkeit untersagt hatte. Im Juni wurde die Beschränkung aufgehoben, so dass die Delegierten aus Maryland frei für die Unabhängigkeit stimmen konnten.
Im selben Jahr wurde Stone in das Komitee berufen, dass die Konföderationsartikel entwarf, und er wurde von einer persönlichen Tragödie betroffen. Seine Ehefrau Margaret besuchte ihn in Philadelphia, das sich mitten in einer Pockenepidemie befand. Sie war gegen Pocken geimpft, aber eine Gegenreaktion auf die Seuche machte sie krank. Ihre Gesundheit wurde für den Rest ihres Lebens immer schlechter. Nachdem Stone die Unabhängigkeitserklärung unterzeichnet hatte, nahm er seine Frau mit nach Hause und lehnte jede weitere Mitarbeit im Kongress ab. Er nahm aber 1784 teilweise seine Arbeit wieder auf, als die Versammlungen in Annapolis stattfanden.

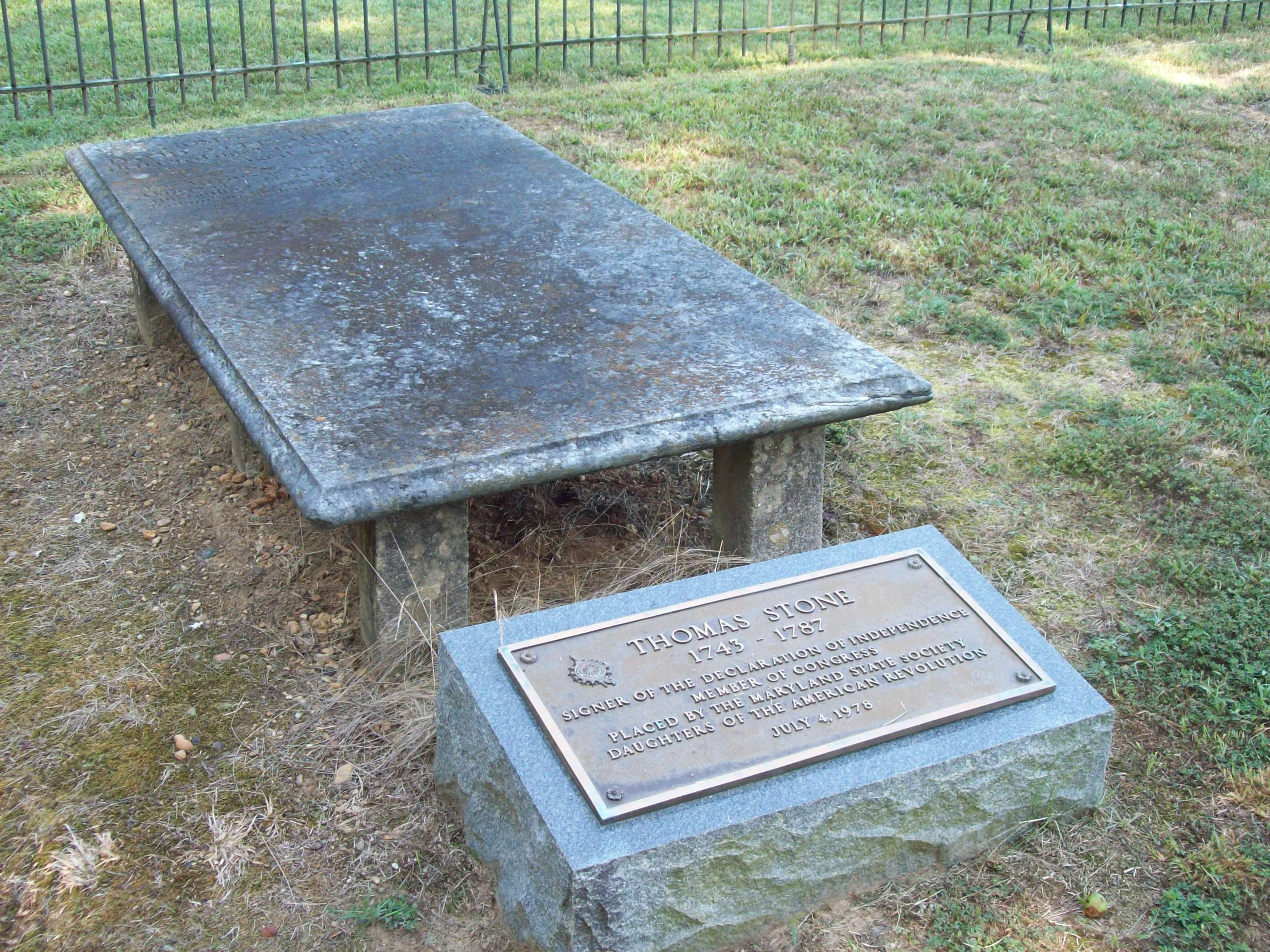
Stones Grab

Stone nahm die Wahl in den Senat von Maryland für die Zeit von 1779 bis 1785 an, zuerst, um die Konföderationsartikel zu unterstützen, die Maryland als letzter Staat bestätigte. Aber er gab seine Kanzlei auf, um sich um seine Frau Margaret und ihre heranwachsenden Kinder kümmern zu können. Als ihr Zustand immer schlechter wurde, zog er sich teilweise aus dem öffentlichen Leben zurück. Er übergab die Verwaltung seiner Plantage an seinen Bruder. Als Margaret 1787 starb, wurde er depressiv und starb weniger als vier Monate nach ihr.
Stone wurde auf seiner Plantage in Port Tobacco Village beigesetzt, die noch heute besteht. „Habredeventure“ ist heute das Zentrum des Thomas Stone National Historic Site und wird vom US-National Park Service als Museum betrieben.